# Jean Colbach
Jean Colbach (ur. 2 stycznia 1897 w Limie, zm. 3 października 1957) – luksemburski lekkoatleta, sprinter. Uczestnik Igrzysk Olimpijskich 1920.
Podczas Igrzysk Olimpijskich w Antwerpii w 1920 roku brał udział w biegu na 100 metrów, a także w sztafecie 4 × 100 metrów (w drużynie razem z Jeanem Proessem, Paulem Hammerem i Alexem Servaisem). W biegu na 100 m zajął 4. miejsce w swoim biegu eliminacyjnym i nie awansował do ćwierćfinału. W sztafecie w biegu półfinałowym zajął wraz ze swoją drużyną 2. miejsce z czasem 44,4 s, co dało awans do finału, w którym ekipa z Luksemburga zajęła ostatnie, 6. miejsce z czasem 43,6 s.